# باگاگ
باگاگ (به لاتین: Bagag) یک منطقهٔ مسکونی در افغانستان است که در ولایت بامیان واقع شده‌است.